# Volkswagen Group A (платформа)
Платформа Volkswagen Group A — автомобільна платформа, спільна для компактних і середньорозмірних автомобілів Volkswagen Group.
Перша версія дебютувала в 1974 році і спочатку базувалася на інженерній концепції Volkswagen Golf Mk1 і застосовувалася як для передньопривідних, так і для повнопривідних транспортних засобів із використанням лише передніх поперечних двигунів.
Фольксвагени, засновані на цій платформі, у розмовній мові називаються номером покоління, наприклад, перша версія Golf (A1) згадується як Golf 1 Mark». Часто кожне покоління позначається заміною «А» на «Марк», але це може ввести в оману. Наприклад, Mk1 і Mk2 Scirocco базуються на платформі A1. Крім того, можлива плутанина з Volkswagen Passat, який випускався як на платформі B разом з Audi A4, так і на платформі A залежно від покоління. Volkswagen ніколи не використовував позначення Mark або Mk.
Volkswagen Group представив нову буквено-цифрову номенклатуру для платформ автомобілів четвертого покоління. Відповідно до переглянутої системи найменування платформ Volkswagen, платформа «A4» стала платформою PQ34, а те, що називалося платформою A5, було названо платформою PQ35.
Код платформи складається наступним чином:
- Буква P, що позначає платформу легкового автомобіля
- Буква, що вказує на конфігурацію двигуна:
  - Q вказує на поперечний двигун (Quer німецькою)
- Цифра, що вказує на розмір або клас платформи:
  - 3 відповідає компактним автомобілям
  - 4 відповідає середнім автомобілям
- Цифра, що вказує на покоління або еволюцію

Платформа A була замінена платформою MQB для нових моделей, за винятком кількох моделей, які продаються лише на певних ринках.

## A1
Платформа A1 дебютувала на Mk1 Golf під час його запуску в 1974 році і продовжувалася до початку 1990-х років, коли останні моделі, що використовували цю платформу, - Scirocco, Cabriolet і Caddy - були припинені.
Автомобілі на платформі А1 (Тип цифри в дужках):
- Volkswagen Golf Mk1 (17)
- Volkswagen Golf Cabriolet (155)
- Volkswagen Jetta Mk1 (16)
- Volkswagen Caddy Mk1 (14)
- Volkswagen Scirocco Mk1 & Mk2 (53/53B)
- Фольксваген Сіті Гольф

## A2
Платформа A2 дебютувала в 1983 році на Mk2 Golf і проіснувала до 1998 року, коли оригінальний SEAT Toledo (перший SEAT, розроблений Volkswagen після поглинання іспанської компанії Volkswagen) був замінений.
В основу Volkswagen Passat B3 лягла розтягнута платформа A2. Volkswagen Corrado, будучи автомобілем на платформі A2, використовує деякі компоненти з платформи A3, зокрема задню підвіску та деякі деталі передньої підвіски.
Автомобілі на платформі А2 ( цифри в дужках):
- Volkswagen Corrado (53I)
- Volkswagen Golf Mk2 (19E)
- Volkswagen Jetta II (1G)
- SEAT Toledo Mk1 (1L)
- Чері А11 і Chery А15
- Vortex Corda
- Volkswagen Jetta King
- Volkswagen Jetta Pioneer

## A3
Платформа A3 використовувалася лише для двох моделей - Mk3 Golf, випущеної в 1991 році, і її еквівалента седана Vento, випущеного на початку 1992 року.
Автомобілі на платформі А3 ( цифри в дужках):
- Volkswagen Golf Mk3 (1E)
- Volkswagen Vento/Jetta III (1H)

Менша платформа A03, яка використовується в Polo (6N), також базується на платформі A3 і має багато спільних компонентів.
SEAT Ibiza (6K) і похідні моделі використовують компоненти платформ A3 і A03.

## PQ34 (A4)
Платформа A4 (PQ34 за переглянутою схемою) дебютувала на Audi A3 у 1996 році та продовжувала використовуватися для багатьох різних моделей протягом наступних двох десятиліть.
Автомобілі на платформі PQ34 (цифри в дужках):
- Audi A3 Mk1 (8L)
- Audi TT Mk1 (8N)
- Volkswagen Golf Mk4 (1J)
- Volkswagen Bora/Jetta (1J/9M)
- Volkswagen Lavida (18)
- Volkswagen New Beetle (1C/1Y/9C)
- SEAT León Mk1 (1M)
- SEAT Toledo Mk2 (1M)
- Škoda Octavia Mk1 (1U)
- Škoda Kamiq (китайська версія)

## PQ35 (A5)/PQ46 (A6)
Платформа PQ35 була розроблена як більш модульна, ніж попередні платформи A. Вперше повністю незалежна підвіска була застосована в задній частині всіх автомобілів на платформі А. Платформа PQ46 є похідним від цієї платформи варіантом, призначеним в основному для великих автомобілів, таких як автомобілі середнього розміру та кросовери. Поширеною помилкою є те, що шосте та сьоме покоління Passat на основі PQ46 базуються на платформах PL46 (B6) та B7. Однак цей поперечний двигун Passat має мало спільного з поздовжнім двигуном «B6» і «B7» Audi A4.

### Автомобілі на платформі PQ35
(Тип в дужках):
- Audi A3 Mk2 (8P)
- Audi TT Mk2 (8J) [1]
- Audi Q3 Mk1 (8U)
- SEAT León Mk2 (1P)
- SEAT Toledo Mk3 (5P)
- SEAT Altea (5P)
- Škoda Octavia Mk2 (1Z)
- Škoda Yeti (5L)
- Volkswagen Touran (1T)
- Volkswagen Caddy Mk3 (2K)
- Volkswagen Golf Mk5 (1K)
- Volkswagen Golf Mk6 (5K)
- Volkswagen Jetta Mk5 (1K)
- Volkswagen Scirocco Mk3 (13)
- Volkswagen Jetta Mk6 (1K)
- Volkswagen Beetle (A5) (16)
- Volkswagen Eos (1F)

### Автомобілі на платформі PQ46
(Тип в дужках):
- Škoda Superb (3T)
- Volkswagen Passat CC (3C/35)
- Volkswagen Passat B6 & B7 (3C)
- Volkswagen Passat NMS (A32/A33)
- Volkswagen Sharan Mk2 (7N)
- SEAT Alhambra Mk2 (7N)
- Volkswagen Tiguan Mk1 (5N)